# Huodendron parviflorum
Huodendron parviflorum é uma espécie de planta com flor da família Styracaceae . É endémico do Vietname. Registada até agora apenas do Vietnã, esta pequena árvore parece estar restrita a Mong Cai, em Quang Ninh, na fronteira chinesa.

## Taxonomia
Huodendron parviflorum foi descrito por HLLi e publicado no Journal of the Arnold Arboretum 24(3): 370, em 1943.